# سانفرونت
سانفرونت هيبلدية (كوميون) في مقاطعة كونيو الواقعة في منطقة بيدمونت الإيطالية، وتقع على بعد نحو 60 كيلومتر (37 ميل) جنوب غرب تورينو وحوالي 35 كيلومتر (22 ميل) شمال غرب كونيو.
تقع سانفرونت على حدود البلديات التالية: باردجي، بروساسكو، إنفي، غامباسكا، بايسانا، ريفريدو، سامبيري.